# Emmanuel Ogoli
Emmanuel Ogoli (1989 - 12 december 2010) was een Nigeriaans voetballer die speelde bij Ocean Boys uit Nigeria.

## Carrière
Hij begon zijn carrière als voetballer bij Bayelsa United maar in 2008 maakte hij de overstap naar de rivaal Ocean Boys.

## Overlijden
Tijdens de voetbalwedstrijd tussen Ocean Boys en Niger Tornadoes op 12 december 2010 zakte hij tijdens de 39e minuut plotseling in elkaar op het veld. Hij werd per ambulance naar het ziekenhuis gebracht, maar werd bij aankomst doodverklaard.